# Gầm ghì trắng
Gầm ghì trắng (tên khoa học Ducula bicolor) là một loài chim thuộc Chi Gầm ghì, Họ Bồ câu, Loài này được tìm thấy ở Việt Nam tại Côn Lôn

## Hình ảnh

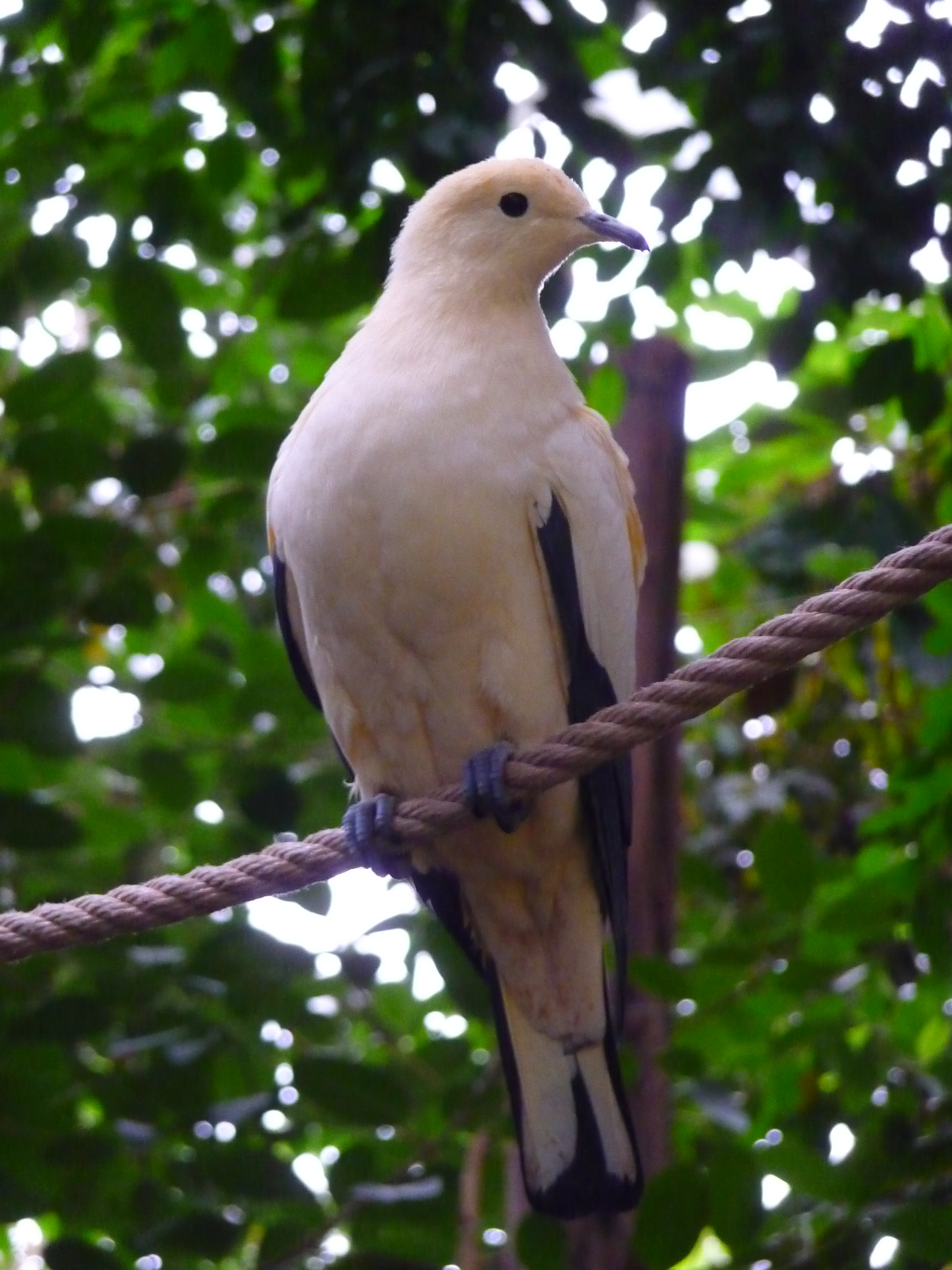
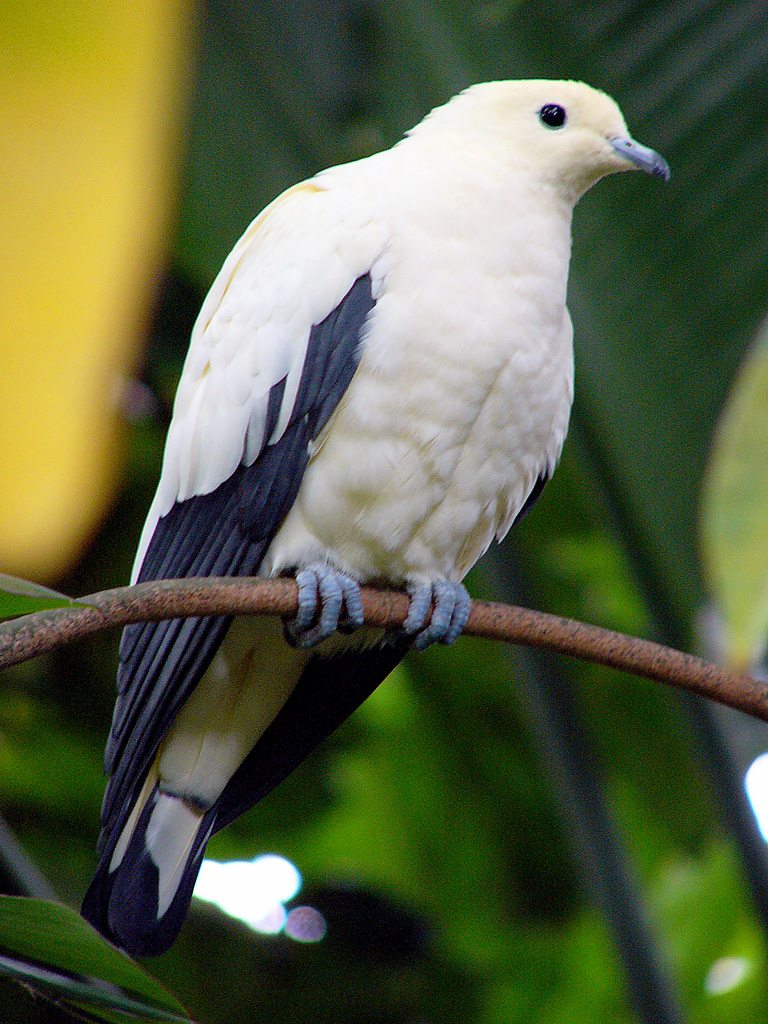
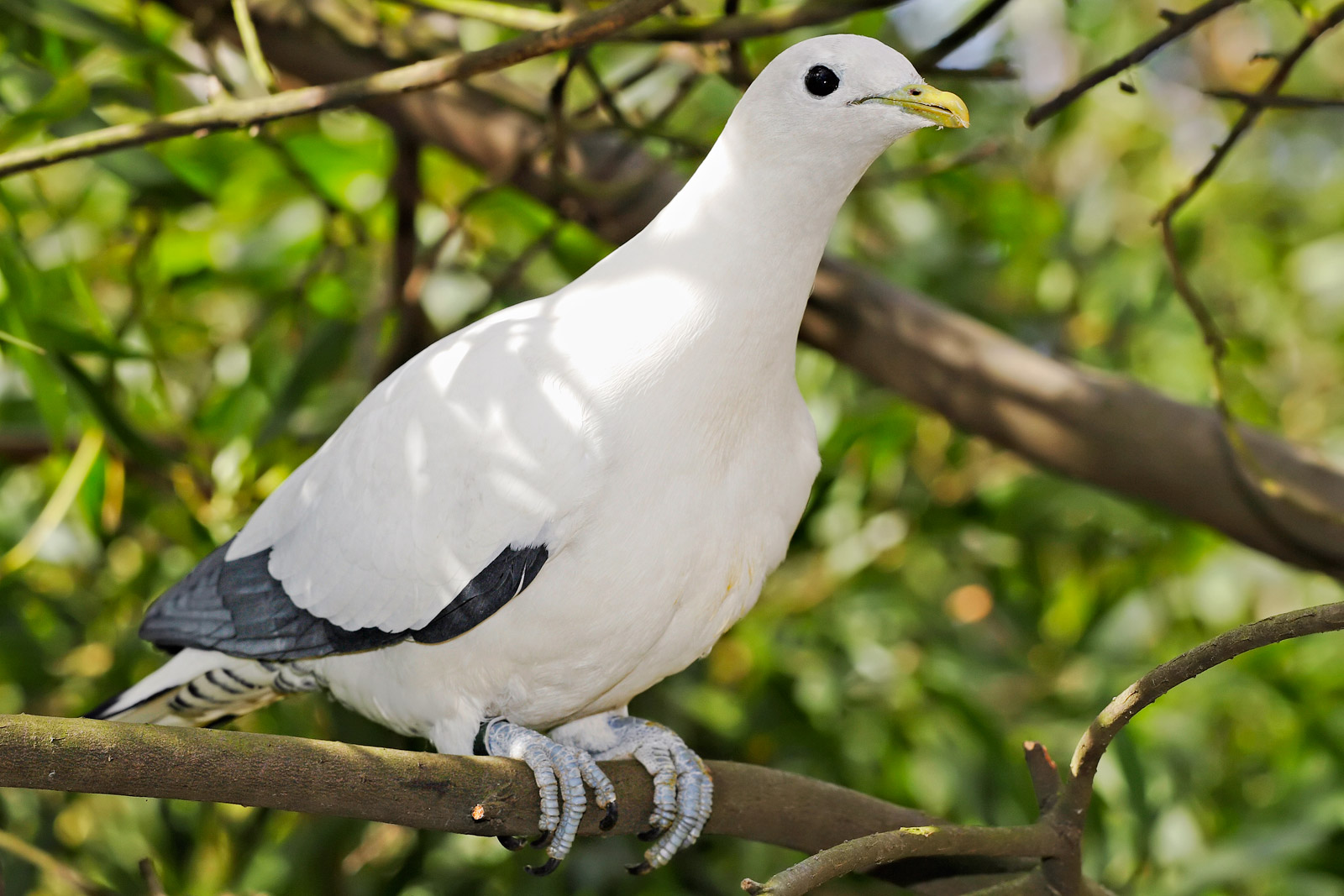
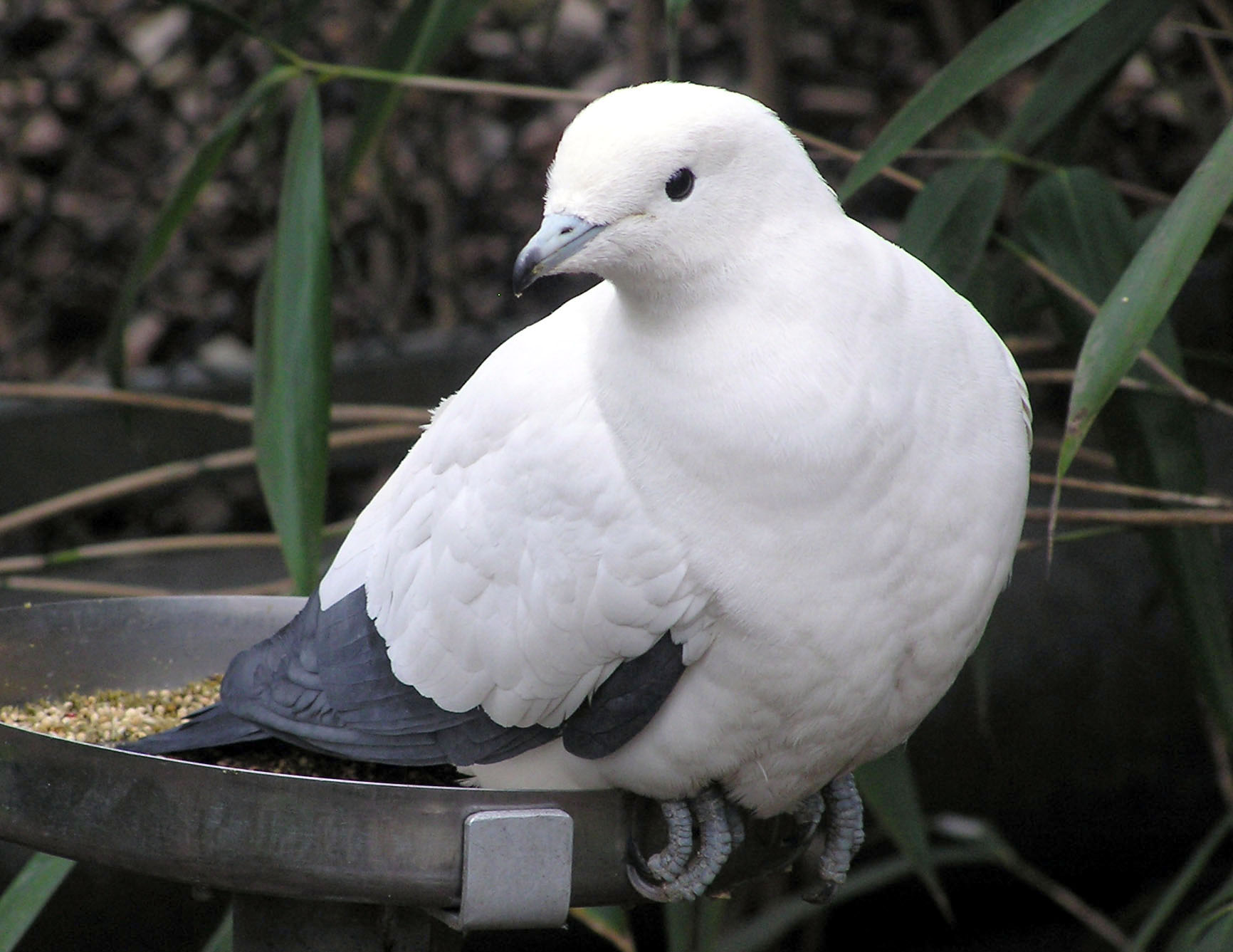